# میلر کریک، شهرستان پاپ، آرکانزاس
میلر کریک (به انگلیسی: Mill Creek) یک منطقهٔ مسکونی در ایالات متحده آمریکا است که در شهرستان پوپ، آرکانزاس واقع شده‌است. میلر کریک ۱۰۴٫۸۵ متر بالاتر از سطح دریا واقع شده‌است.